# Joseph de Prémare
Joseph de Prémare (Cherbourg 1666 - Macau 1736) jesuïta francès, sinòleg i missioner a la Xina durant el regnat dels emperadors Kangxi i Yongzheng a principis de la dinastia Qing.

## Biografia
Joseph de Prémare va néixer el 17 de juliol de 1666 a Cherbourg, Normandia - França -
Va entrar a la Companyia de Jesús el 17 de setembre de 1683 i va embarcar vers la Xina el 7 de març de 1698.
Va morir a Macau el 7 de setembre de 1736

### Activitat religiosa i la doctrina figurista
De 1698 a 1724 va fer de missioner a la província de Jiangxi fins que va ser desterrat primer a Canton i més tard a Macau per l'emperador Yonzzheng.
Conjuntament amb els jesuïtes Joachim Bouvet - molt relacionat amb Leibniz - i Jean-François Foucquet, va ser un dels partidaris de la "doctrina figurista" o "figurisme" que en el cas de la Xina va ser un dels elements de la "controvèrsia del ritu" al voler establir un cert paral·lelisme entre els textos confucians i el bíblics.
Joseph Prémare i Jean François Foucquet, van defensar les idees de Bouvet alhora que divergien en camins diferents i tenien un coneixement més profund de la història i la cultura xinesa. El 1693, Bouvet va ser retornat a Europa com a enviat de l'emperador. L'emperador també li va aconsellar que portés nous jesuïtes a la Xina. Prémare va ser un d'aquests nous jesuïtes. Va ser convocat a Pequín el 1714 però no va obtenir el favor de l'emperador Kangxi. Foucquet, en canvi, va rebre un decret imperial el 1711 per treballar amb Bouvet el Yijing i va romandre a la cort imperial fins al novembre de 1720. Prémare es va convertir en un mestre de la llengua xinesa i dels caràcters xinesos a través de les seves interaccions amb els lletrats locals. Els figuristes van intentar alleujar les pressions de la Santa Seu i resoldre les controvèrsies sobre els ritus, però els seus esforços van fracassar.

## Obres destacades
- 1720: Notitia linguæ sinicæ, un tractat sobre les regles d'ús i l'estructura de la llengua xinesa: la va escriure mentre estava a l'exili a Canton i va constituir la base de la sinologia acadèmica a Europa durant més d'un segle.[6]
- 1728: Lettre sur le monothéisme des chinois
- Selecta Quaedam Vestigia procipuorum Christianae Relligionis dogmatum, ex antiquis Sinarum libris eruta
- Recherches sur les temps antérieurs à ceux dont parle le Chou-king, et sur la mythologie chinoise
- Va ser un dels missioners que va proporcionar materials a Jean-Baptiste du Halde per redactar l'obra "Descripció de la Xina" (1735).[2] També va escriure moltes cartes[7] i altres escrit inèdits conservats a la Biblioteca Nacional de París.